# 세계성
세계성은 세계화의 최종 상태이다. 세계화의 과정이 완전하거나 거의 완료되고 장벽이 무너지고 "새로운 세계의 현실"이 나타나고있는 가상의 상태이다.
이 용어는 1998년 세계화 과정의 최종 상태를 기술한 뉴스 위크 (Newsweek) 기사에서 작가이자 경제학자 Daniel Yergin이 사용했고, 그의 저서 Commanding Heights : 세계 경제를 위한 전투에서 사용되었다. Yergin은 그것을 주조한 것으로 인정 받았지만 이 단어는 실제로는 훨씬 더 오래되었다. 윌리엄 사 페어 (William Safire)는 그의 책 "불확실성없는 용어"에서 "세계성"의 어원을 추적하고, '글로벌'의 동의어로 사용된 1942년까지 광범위한 인용을 확인한다. 현재 비즈니스에 적용되는 "세계성"을 사용하는 것은 - 현재 세계 상거래의 경쟁 국가에 대한 설명 - 최근까지 채택되지 않았다. Hal Sirkin Jim Hemerling Arindam Bhattacharya는 2008년 6월 11일, 해외 경제가 급속도로 성장하고 있는 '도전자'기업이 기존 '현직국'을 능동적이고 창의적으로 추월하는 방법에 대해 자세히 설명한다.
이 용어는 뉴욕 타임스의 윌리엄 J. 홀스타인 (William J. Holstein)에 의해 "새로운 화두"로 묘사되어 왔다. 그것은 단지 비슷한 이름으로 적어도 20년 동안 진행되고 있는 추세를 설명하기 위한 것이다.

## 특징
이 모든 저자들에 따르면 세계화 이후 세계성은 세계적인 초경쟁의 새로운 국가이다. Sirkin et al. (2008)은 상거래 및 비즈니스에 적용되는 세계성의 세 가지 주요 기능에 대해 자세히 설명한다:
1. 상거래의 흐름에서 중요한 구조적 변화 : 전세계의 모든 회사가 고객, 공급 업체, 파트너, 자본, 지적 재산, 원자재, 유통 시스템, 제조 능력 그리고 가장 중요한 재능 등 "모든 것"을 위해 서로 경쟁하고 있다. 경쟁이 치열한 이 모든 분야에서 제품 및 서비스는 많은 지역에서 많은 목적지로 이동한다.
2. 상업적 힘과 영향력의 확립된 계층 구조의 붕괴: RDE(급속한 개발 도상국)기업들이 빠르게 세계 시장에서 지도력을 확보하고 기존 지도부가 새로운 조건으로 경쟁하도록 함에 따라 미국, 유럽 및 일본의 재래식 영향력 중심에서 멀어지고 있다.
3. 새로운 비즈니스와 거버넌스 방식의 출현은 진정으로 세계적이고 분권화된 비즈니스 환경에 더 적합하다. 세계적으로 성공적으로 경쟁하기 위해, 개발 도상국에서 온 확립된 산업 지도자들은 개발 도상국 시장에서 경쟁자들로부터 배우도록 강요 받고 있다. 이러한 관행에는 독립성과 의사 결정을 위성 운용으로 전환하는 것, 신흥 지역 내에서 상업을 구축하기 위한 자산을 다시 구축하는 것, 도전자들이 증가하는 속도와 규모에 맞추어 빠르게 확장하는 것 등이 포함된다.

## 역사
Yergin의 세계성과 세계화의 가장 큰 차이점은 개념적이라는 것이다. 그는 전자는 "조건"이고 후자는 "과정"이라고 말한다. 그는 세계성을 세계화 과정의 최종 상태로 묘사한다:
상거래를 제약하는 경계는 물론 경쟁에서 완전히 벗어난 기업을 보호하는 경계가 부식되고 있다. 정부는 경제의 지평을 통제하지 못하도록 후퇴하고 있다. 그들은 사유화 및 규제 완화를 실시하고 있다. 무역 및 투자에 대한 장벽이 급속히 낮아지고 있다. 인터넷과 함께 저렴한 컴퓨터와 빠른 컴퓨터는 지식과 정보는 물론 재화와 서비스의 흐름을 촉진하고 있다. 점점 더 많은 기업들이 글로벌 자본 시장과 글로벌 전략을 통합하고 있다.
그들의 책 Sirkin et al. (2008)에서는 일단 세계 정세가 확립됐을 때 나타나는 비즈니스 조건과 경영상의 어려움에 초점을 맞춘다. 그들은 선진국 지도자들과 개발 도상국 경제 지도자들간에 새로운 경쟁 역학에 기반하여 세계성을 세계화와 구별한다. 글로벌 비즈니스와 관련하여 그들은 세계화의 세 가지 기본 특성이 다음과 같다고 주장한다.

1. 미국과 유럽, 일본의 선진국들로부터 "구성원"으로 알려진 기존의 업게 선두 주자들은 그에 따라 그들의 제조활동을 생산 단가를 낮추고 가정의 가격을 낮추기 위해서 개발 도상국으로 옮겼다.

2. 현직 기업인들도 내수 시장이 성장함에 따라 저가 시장으로 현지 소비자를 수정하고 매출 증가를 누리는 드물지 않은 가운데 그들의 공격적인 판매를 시작했다.

3. 개발 도상국의 현지 기업은 주로 업계 선두 업체들에게 공급 업체, 중역 및 지역 유통 파느너로 활동했다.

이러한 전통적인 세계화 모델에서, 무역의 흐름은 주로 서구에서 동방으로 이동하고 서구의 사업 관행이 확립되는 것을 따랐다.
Sirkin et al.에 따르면, 세계성은 완전히 다른 종류의 환경으로 경쟁 구도가 극적으로 변한 환경이다. 오늘날 전세계 무역 및 경제 발전의 새로운 단계에서 기업은 "모든 사람은 도처에 있는 모든 사람들과 경쟁"하고 있다. 그리고 성공을 위한 궁극적인 모델은 없고 혁신과 성장을 위한 확실한 전략이 없지만 신흥 시장의 도전자는 새로운 경영자와 새로운 경쟁 현실에 이상적으로 적합한 거버넌스 구조를 진화시킨다.

## 같이 보기
- Borderless selling
- 글로벌 시민의식
- The World is Flat

### 참고 문헌
- Agtmael, Antoine van (2007). The Emerging Markets Century: How a New Breed of World-Class Companies Is Overtaking the World. New York: Free Press: {{ISBN|978-0-7432-9457-7}}
- Bishop, Matthew. "A Bigger World: A Special Report on Globalization". The Economist 20 Sept. 2008: 1–14.
- Schäfer, Wolf (2007). "Lean Globality Studies." Globality Studies Journal, no. 7. 28 May 2007.
- Sirkin, Harold L.; Hemerling, James W.; Bhattacharya, Arindam K; with John Butman (2008). GLOBALITY: Competing with Everyone from Everywhere for Everything. New York: Business Plus: ISBN 0-446-17829-2
- Safire, William (2003). No Uncertain Terms. New York: Simon & Schuster: ISBN 978-0-641-66827-2
- Yergin, Daniel; Stanislaw, Joseph (2002). The Commanding Heights: The Battle for the World Economy. New York: Simon & Schuster: ISBN 978-0-684-83569-3
- Zakaria, Fareed (2008). The Post-American World. New York: W.W. Norton & Company: ISBN 978-0-393-06235-9